# Czernidłaczek gromadny

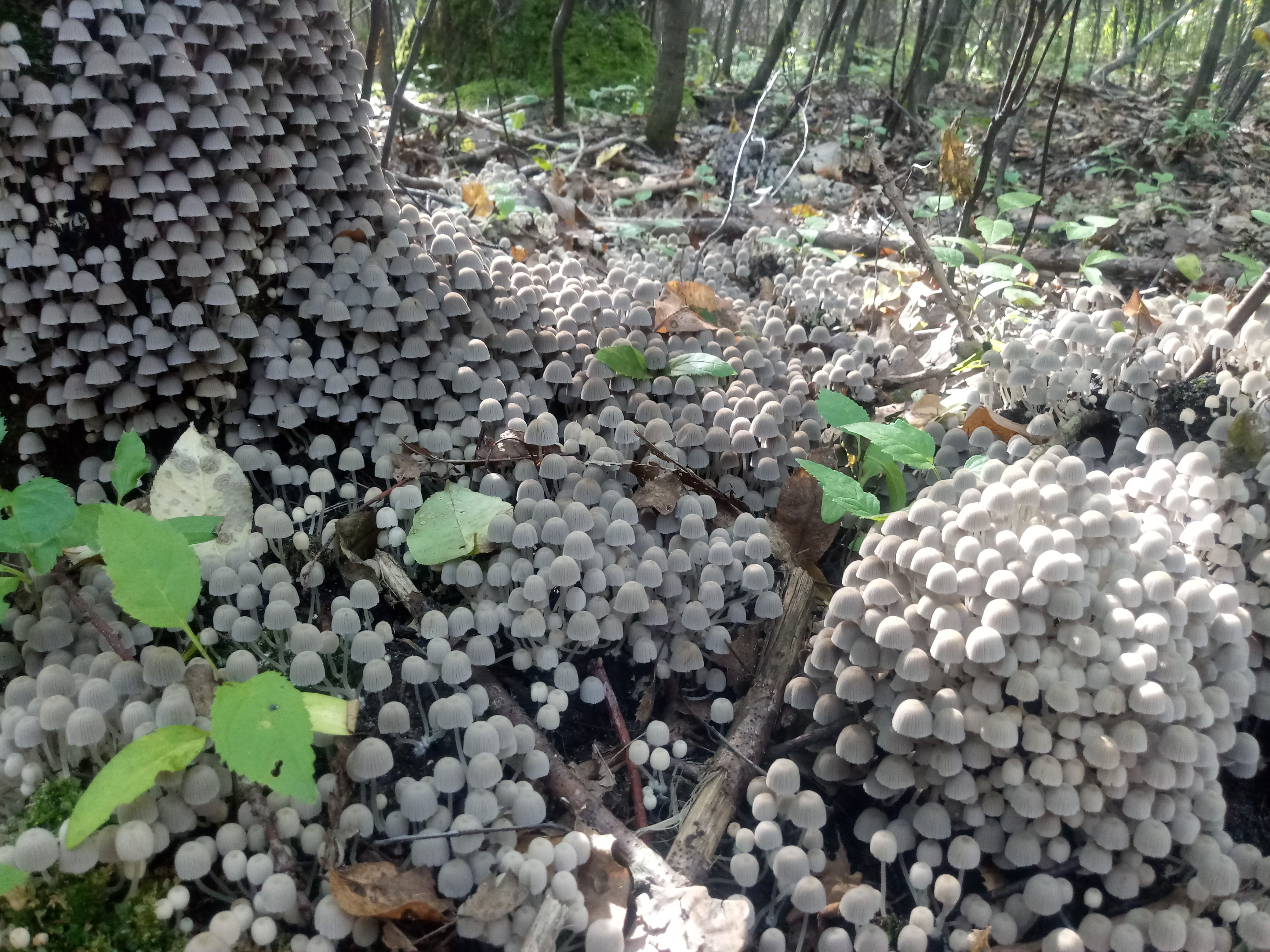
Gromadny sposób owocnikowania Coprinellus disseminatus

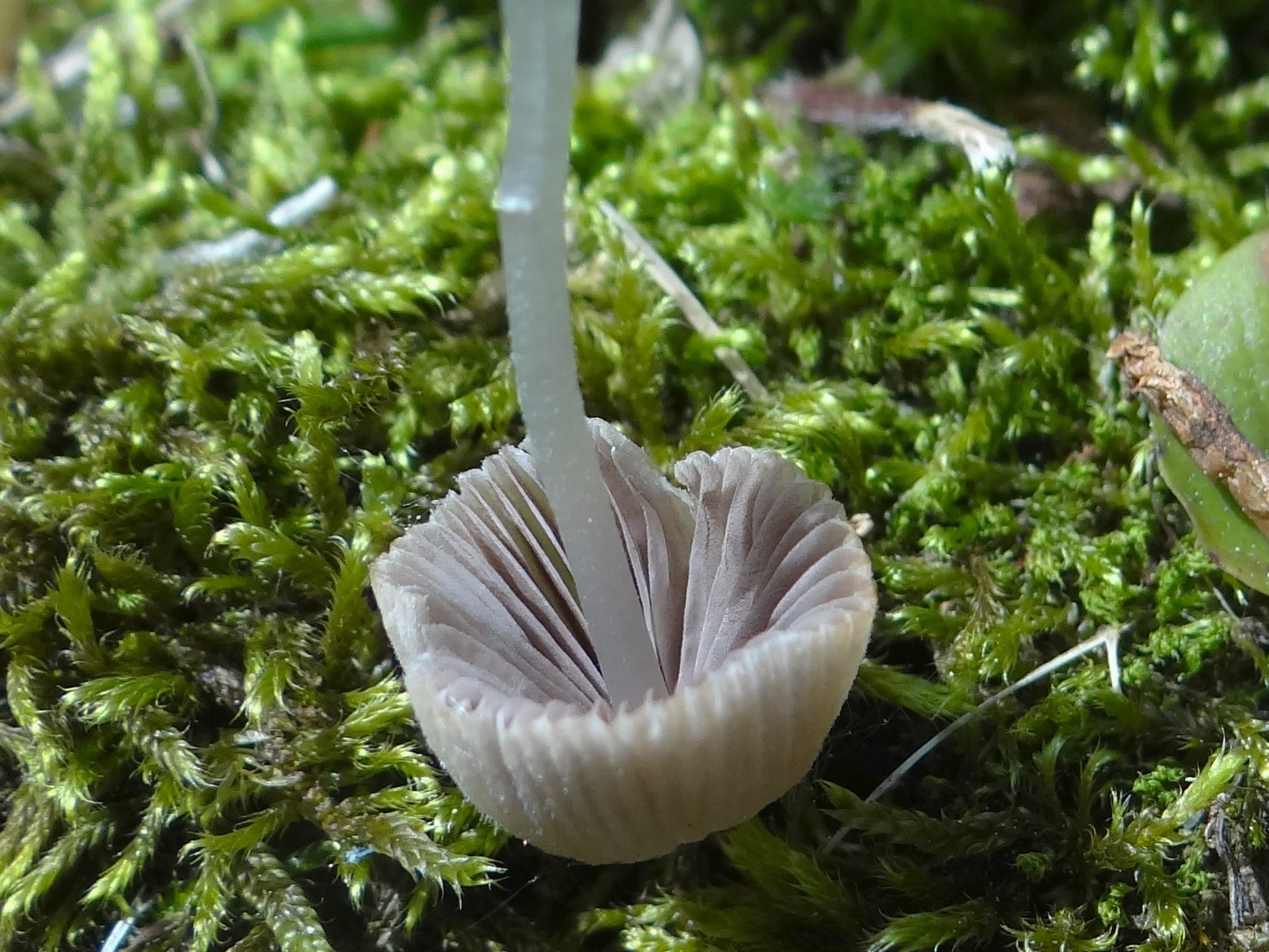
Hymenofor Coprinellus disseminatus

Czernidłaczek gromadny (Coprinellus disseminatus (Pers.) J.E. Lange) – gatunek grzybów należący do rodziny kruchaweczkowatych (Psathyrellaceae).

## Systematyka i nazewnictwo
Pozycja w klasyfikacji według Index Fungorum: Coprinellus, Psathyrellaceae, Agaricales, Agaricomycetidae, Agaricomycetes, Agaricomycotina, Basidiomycota, Fungi.
Takson po raz pierwszy zdiagnozował i opisał w 1774 r. Jacob Christian Schäffer, nadając mu nazwę Agaricus pallescens. W roku 1800, Christiaan Hendrik Persoon przemianował takson, nadając mu nazwę Agaricus disseminatus. W 1821 r. Samuel Frederick Gray przeniósł go do rodzaju Coprinus nadając nazwę Coprinus disseminatus. W 1938 r. Jakob Emanuel Lange umieścił go w rodzaju Coprinellus jako Coprinellus disseminatus. Prowadzone w latach 90. XX wieku badania filogenetyczne ostatecznie potwierdziły tę nazwę. Niektóre synonimy naukowe:

- Agaricus disseminatus Pers. 1801
- Agaricus disseminatus var. disseminatus Pers. 1801
- Agaricus striatus Bull. 1702
- Coprinarius disseminatus (Pers.) P. Kumm. 1871
- Coprinus disseminatus (Pers.) Gray 1821
- Psathyrella disseminata (Pers.)Quél 1872
- Pseudocoprinus disseminatus (Pers.) Kühner 1928

Nazwę polską czernidłak gromadny nadali w 1968 r. Barbara Gumińska i Władysław Wojewoda, jednakże po potwierdzeniu filogenetycznym przynależności do rodzaju Coprinellus, nazwa polska stała się niespójna z nazwą naukową. W 2025 r. Komisja ds. Polskiego Nazewnictwa Grzybów Polskiego Towarzystwa Mykologicznego zarekomendowała nazwę czernidłaczek gromadny. Jest spójna z nazwą naukową.

## Morfologia
Kapelusz
O średnicy 1–1,5 cm, u młodych owocników barwy kremowej, jasnoochrowej, szarożółtej, beżowej, ochrowożółtawej, o kształcie dzwonkowatym, naparstkowatym. U dojrzałych owocników szary w różnych odcieniach, szeroko dzwonkowaty. W odróżnieniu od niektórych gatunków czernidłaka (Coprinus), nie rozpływający się. Powierzchnia kapelusza jest drobno pofałdowana promieniście, sucha i matowa.
Hymenofor
Blaszkowy, z blaszkami szeroko rozstawionymi (według niektórych źródeł są gęsto rozstawione), prosto przyrośniętymi do trzonu. Barwa blaszek na początku biała, następnie w odcieniu szarofioletowym lub ochrowym, u starszych owocników są ciemne, prawie czarne. Pod lupą można zobaczyć na kapeluszu (oglądając pod światło) drobniutkie włoski.
Trzon
Długości 4–5 cm, średnicy około 0,1 cm, barwy białawej, lekko higrofaniczny, cylindryczny, często wygięty.
Miąższ
Barwy białawej, bardzo cienki, o łagodnym smaku i lekko grzybowym zapachu.
Wysyp zarodników
Czarny. Zarodniki mają wymiary około 8-9 × 6-8 µm, są elipsoidalne, gładkie.
Gatunki podobne
- Kruchaweczka najmniejsza (Psathyrella pygmaea) – nie posiada na kapeluszu włosków[9].

## Występowanie i siedlisko
Występuje w Ameryce Północnej Środkowej i Południowej, Europie, Azji, na Nowej Zelandii i Hawajach. W Polsce jest bardzo pospolity.
Saprotrof. Jego owocniki wyrastają gromadnie, tworząc gęste kobierce. Grzyby tego gatunku żyją w martwym drewnie próchniejących pni, czasem także znajdujących się pod powierzchnią gleby. Owocniki pojawiają się od maja do listopada, zazwyczaj kilkukrotnie na tym samym stanowisku w ciągu jednego sezonu. Zdarza się, że owocniki tego grzyba wyrastają masowo również na żywych jeszcze pniach starych drzew, tuż nad ziemią lub nawet metr powyżej.

## Znaczenie
Grzyb jadalny i nieszkodliwy, lecz niewart rozważania ze względu na mały rozmiar. Z tego powodu jest często określany jako grzyb niejadalny.